# Johann Caspar Humpel

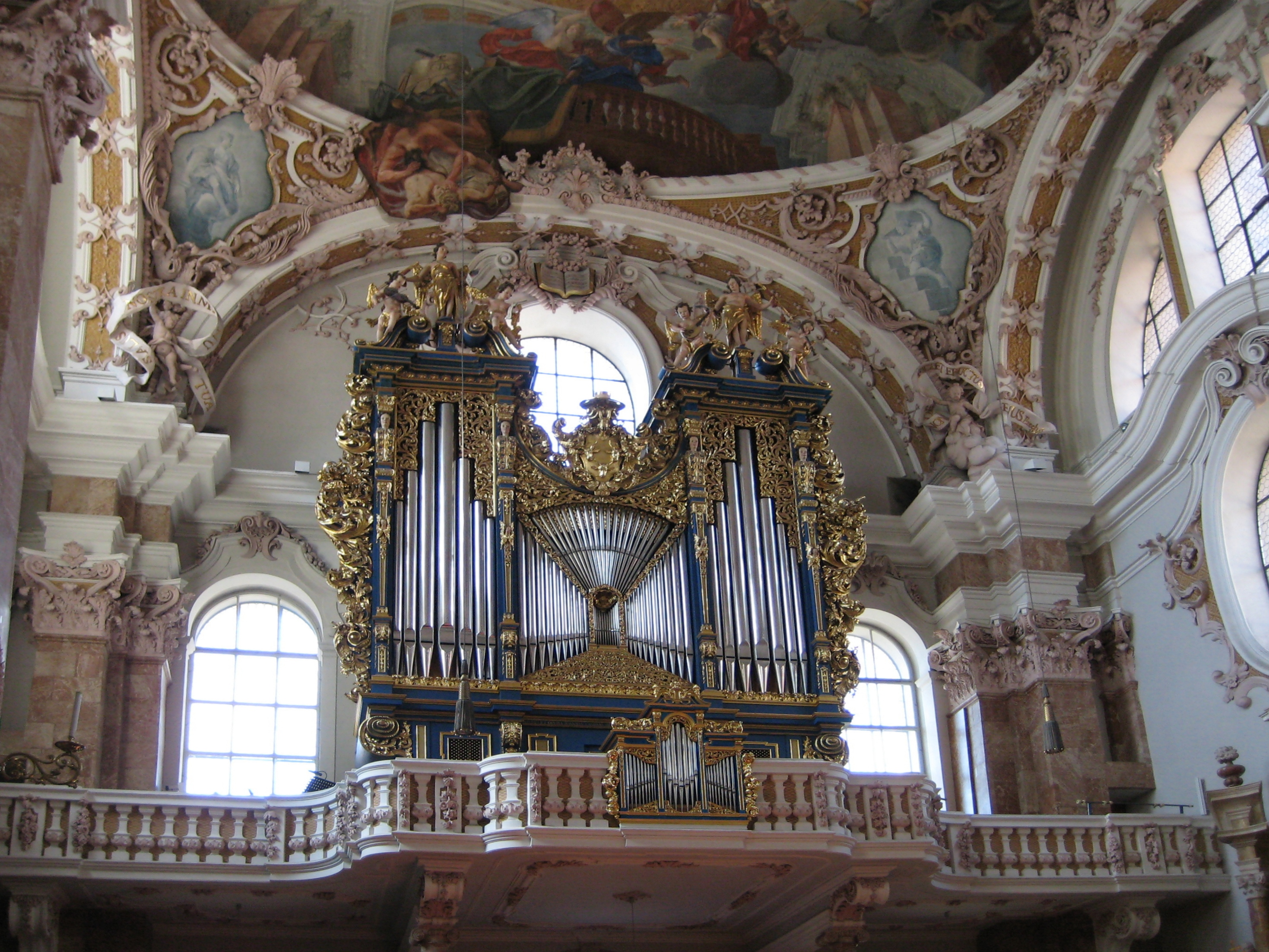
Orgel im Dom zu Innsbruck

Johann Caspar Humpel (* vor 1700; † 1. Mai 1728 in Imst, Tirol) war ein österreichischer Orgelbauer.

## Leben
J. C. Humpel erlernte als Schüler von Johannes Hackhofer das Orgelbauhandwerk, der seine Werkstätte in Wilten/Innsbruck hatte. Nach dem Tod von J. Hakchofer heiratete er dessen Witwe und führte dessen Orgelbauwerkstätte fort. Er bewarb sich erfolglos um das Bürgerrecht der Stadt Innsbruck, sodass er sich in Meran niederließ, wo er als Inwohner und Orgelmacher aufgenommen wurde. Seine Orgeln weisen einen italienischen Stil insofern auf, als er die typisch italienischen Rollvorhänge vor den Prospektpfeifen verwendete. Er verwendete auch erstmals Ectensionen, um so aus einer Pfeifenreihe gleich mehrere Register zu gewinnen.
Als seine größte Orgel kann die große Orgel im Innsbrucker Dom angesehen werden, wo der Mittelteil eine perspektivische Pfeifenstellung aufweist und ein Schein-Rückpositiv vorhanden ist.

## Werkliste
| Jahr      | Ort                   | Gebäude                        | Bild | Manuale | Register | Bemerkungen                                         |
| --------- | --------------------- | ------------------------------ | ---- | ------- | -------- | --------------------------------------------------- |
| 1697      | Terlan                | Pfarrkirche Terlan             |      |         |          | nicht erhalten, derzeit Orgel von Orgelbau Pirchner |
| 1700      | Volders               | Servitenkirche                 |      |         |          |                                                     |
| 1702      | Stans (Tirol)         | Abtei St. Georgenberg          |      |         |          |                                                     |
| 1704      | Partschins            | Pfarrkirche St. Peter und Paul |      |         |          |                                                     |
| 1707      | Kufstein              | Pfarrkirche Kufstein           |      |         |          | nicht erhalten                                      |
| 1708/09   | Taufers im Münstertal | Pfarrkirche St. Blasius        |      |         |          |                                                     |
| 1714      | Untermais             | Pfarrkirche St. Vigil          |      |         |          | nicht erhalten                                      |
| 1720–1725 | Innsbruck             | Innsbrucker Dom                |      |         |          | Gehäuse erhalten                                    |
| 1727/28   | Imst                  | Pfarrkirche Imst               |      |         |          | nicht erhalten                                      |